# 익산천
익산천(益山川)은 전북특별자치도 익산시 금마면 신용리에서 발원하여 전북특별자치도 익산시 춘포면 용연리에서 만경강에 유입되는 전북특별자치도의 하천이다. 하천연장은 13km이며, 유역면적은 77.63km2이다. 상류 지역에 대규모 축산 단지가 위치해 있어 하천오염의 원인으로 지적되고 있다.